# Agustín Muñoz-Grandes Galilea
Agustín Muñoz-Grandes Galilea   (Sigüenza, 12 de setembre de 1935 - Pozuelo de Alarcón, 8 d'abril de 2022)

Agustín Muñoz-Grandes Galilea (Sigüenza, província de Guadalajara, 12 de setembre de 1935) va ser un militar i acadèmic espanyol, fill d'Agustín Muñoz Grandes. Des de 2010 era acadèmic de la Reial Acadèmia de Ciències Morals i Polítiques.

## Biografia
Va ingressar en l'Acadèmia General Militar el 23 de juliol de 1951. Amb el grau d'alferes en 1953 ingressà a l'Acadèmia d'Infanteria de Toledo, on assolí el grau de tinent en 1955. L'octubre de 1962 fou promogut a capità i el 1964 es diplomà en Estat Major de l'Exèrcit. Fou destinant, entre d'altres, a les forces Regulars Tetuán n. 1 i a la Unitat d'Helicòpters Canàries-Sàhara. En 1974 fou ascendit a comandant.
Durant els primers anys de la transició espanyola formà part del gabinet del Vicepresident per a Afers de Defensa, on es mostrà contrari a les reformes de Manuel Gutiérrez Mellado. En juny de 1979 fou nomenat ajudant de camp del rei Joan Carles I d'Espanya. Durant el Cop d'estat del 23 de febrer de 1981 va donar suport la proposta de la Junta de Caps d'Estat Major de proclamar l'estat de guerra.
El 4 de juliol de 1983 cessà com a ajudant militar del rei i fou nomenat cap d'Estat Major de la Brigada d'Infanteria Cuirassada «Guadarrama» XII, adscrita a la Divisió Cuirassada Brunete i aquarterada a El Goloso. Fou ascendit a coronel l'agost de 1985 i l'octubre de 1986 fou nomenat cap del Segon Terç de la Legió Espanyola Duque de Alba, aquarterat a Ceuta. El 3 d'agost de 1988 va ascendir a general de brigada.
L'11 de maig de 1989 fou destinat a la 1a Divisió de l'Estat Major Conjunt de la Defensa. El 5 de desembre de 1991 va ser ascendit a general de divisió i el 7 de febrer de 1992 fou designat cap de la nova unitat d'elit Força d'Acció Ràpida (FAR),depenent orgànicament del JEMAD. Com a cap d'aquesta unitat va tenir un incident amb el general francès Philippe Morillon, cap de la UNPROFOR a l'antiga Iugoslàvia, on eren integrades l'Agrupación Málaga i l'Agrupación Canarias de les FAR, raó per la qual va dimitir del càrrec i el 10 de setembre de 1993 fou designat cap de la Divisió Cuirassada Brunete en substitució de Máximo de Miguel.
El 13 de maig de 1994 ascendí a tinent general i fou nomenat capità general de la II Regió Militar amb seu a Sevilla. En setembre de 1998 va passar a la reserva activa. Poc després va donar els arxius del seu pare a la Fundación Francisco Franco i fou nomenat president de la Real Germanor de Veterans de les Forces Armades i de la Guàrdia Civil. El 30 de novembre de 2010 ingressà en la Reial Acadèmia de Ciències Morals i Polítiques.

## Guardons
Agustín Muñoz Grandes va ser guardonat amb la creu, Placa i Gran Creu de l'Orde de Sant Hermenegild, amb vuit Creus del Mèrit Militar, amb la Medalla d'Ifni-Sàhara, amb la Gran Creu de l'Orde de Mèrit Naval, amb la Medalla de Patiments per la Pàtria, amb la Medalla del Sàhara i la creu de comanador de l'Orde d'Adolf de Nassau del Gran Ducat de Luxemburg.